# تونشو
تونشو (به اسپانیایی: Tunshu) یک کوه در پرو است که در Peru, Junín Region واقع شده‌است. تونشو ۵٬۶۶۰ متر بالاتر از سطح دریا واقع شده‌است.